# Roger Goepper
Roger Goepper (* 9. März 1925 in Pforzheim; † 18. Dezember 2011 in Bremen) war ein deutscher Kunsthistoriker. Er war Ausstellungsmacher, Museumsleiter, Hochschullehrer und Kenner der japanischen, chinesischen und koreanischen Kunst. Von 1959 bis 1966 war er Direktor des Museums für Ostasiatische Kunst in West-Berlin, anschließend bis 1989 Direktor des Museums für Ostasiatische Kunst in Köln.

## Leben

### Jugend und Ausbildung
Roger Goepper wuchs in seiner Heimatstadt Pforzheim auf und war von 1943 bis 1945 zum Kriegsdienst eingezogen. Nach dem Krieg lebte er zunächst von Gelegenheitsarbeiten. Eine Anstellung als Gärtner und Bibliothekar auf dem Toerring-Jettenbachschen Schloss Seefeld in Bayern gab ihm die Gelegenheit zur Malerei als Nebeneinnahmenquelle sowie einer Töpfer-Ausbildung. Als sein Lehrmeister unerwartet verstarb, begann er 1951 in München ein Studium der Kunstgeschichte, Sinologie, Japanologie sowie Tibetisch und Sanskrit – letzteres ein Thema, das ihn wohl schon in seiner Jugend fasziniert hatte. Zu seinen Professoren zählten unter anderem Hans Sedlmayr, Herbert Franke und Horst Hammitzsch.
Während des Studiums kam er in Verbindung mit der Sammlung japanischer und chinesischer Kunst des bekannten Münchener Bühnenbildners und Grafikers Emil Preetorius, mit der er in den Folgejahren zunächst als Forschungsstipendiat, später als Kurator arbeiten sollte.
1955 wurde Goepper an der Universität München mit einer Arbeit zu T'ang-Tai, einen Hofmaler der Ch'ing-Zeit promoviert. Darin analysierte er nicht nur den künstlerischen und technischen Stil des Malers, sondern stützte sich auf eine zeitgenössische Abhandlung des Malers selbst, um dessen Arbeit zu kontextualisieren. Der Anhang der Dissertation enthielt ein umfangreiches Glossar von chinesischen Fachbegriffen zu Techniken und Ästhetik der Malerei.

### Museumsdirektor
Er leitete 1959 bis 1965 das Museum für Ostasiatische Kunst in Berlin, wo er zu Beginn ein zerstörtes Museum mit nur noch weniger als 300 Exponaten vorfand (90 % der Sammlung waren als Beutekunst in die Sowjetunion verschafft worden). Zu seinen Aufgaben in Berlin gehörte nicht nur der Neuaufbau der Sammlung, sondern – auch bedingt durch die Teilung Berlins – auch die Planung des neuen Museumsbaus in Dahlem. Vor dessen Fertigstellung wechselte er 1966 als Direktor nach Köln, wo es für das Museum für Ostasiatische Kunst ebenfalls einen Neubau umzusetzen galt.
In seine Kölner Amtszeit fiel 1977 der lange geplante Umzug in den Neubau des Museums, die Integration der Stiftung chinesischer Sakralbronzen der Sammlung Hans Jürgen von Lochow und der Ankauf chinesischer Frühkeramik der Sammlung Siegel.
Goepper kuratierte für das Kölner Museum 64 Ausstellungen und wirkte an den dazugehörigen Veröffentlichungen mit. Als herausragend galt etwa die Ausstellung Sho: Pinselschrift und Malerei in Japan vom 7.-19. Jahrhundert im Jahr 1975, mit der die japanische Regierung erstmals eine Kalligrafie-Ausstellung  – mit Leihgaben aus buddhistischen Klöstern, Museen und Privatsammlungen in Japan – außer Landes ermöglichte. Sie wurde ausschließlich in der Kölner Kunsthalle gezeigt. Ebenfalls exklusiv für Köln kuratierte Goepper 1988 seine letzte Ausstellung Shingon: Die Kunst des Geheimen Buddhismus in Japan, bei der auch Leihgaben aus Japan gezeigt wurden, die als „Wichtiges Kulturgut Japans“ klassifiziert waren und normalerweise nicht das Land verlassen hätten.
Ein besonderer Glücksfall in seiner Amtszeit war außerdem der Fund von zahlreichen Weihegaben – Dokumente, kleinere Figuren, Blutspuren – in einer japanischen Bodhisattva-Statue, gemeinsam mit Museums-Restauratorin Barbara Piert-Borgers. Das Objekt war bereits seit 1911 Teil der Sammlung und zuvor mehrfach untersucht worden. Der Fund erlaubte anhand der enthaltenen Stiftungsurkunde die genaue Datierung der Skulptur auf das Jahr 1249, wodurch sie sich zum bis dahin frühesten datierten Werk des Bildhauers Kôen (1207–nach 1275) erwies.

### Forschung, Lehre und Publikation
Goepper lehrte seit 1966 – „mehr oder weniger ehrenamtlich“ Ostasiatische Kunstgeschichte am Kunsthistorischen Institut der Universität zu Köln. Seine umfassende Übersetzung und Analyse eines kalligraphischen Werks aus der Tang-Dynastie von 1971 wurde 1972 als Habilitationsschrift angenommen.
Sein 1968 erschienener Band Kunst und Kunsthandwerk Ostasiens, „ein Handbuch für Sammler und Liebhaber“, gilt bis heute als Standardwerk, ebenso wie eine Reihe anderer Publikationen. Daneben gelang ihm in den 1980er Jahren bei Feldforschungen in den Tempeln von Alchi (Ladakh) die Identifikation bis dahin verborgener Inschriften in Gemäldezyklen, die eine Datierung der Tempel ermöglichten.

### Ruhestand
1990 ging Roger Goepper als Museumsdirektor in den Ruhestand, lehrte aber noch bis 2002 weiter an der Kölner Universität. Für seine Verdienste um die japanische Kultur in Europa wurde Goepper 1997 nicht nur mit dem Preis der Japan-Foundation geehrt, sondern auch vom japanischen Kaiser in Tokio empfangen.
Nach längerer, schwerer Krankheit starb Roger Goepper im Dezember 2011 in Bremen.

## Ehrungen und Auszeichnungen
- 1979 ordentliches Mitglied der Nordrhein-Westfälischen Akademie der Wissenschaften
- 1991 Verdienstorden des Landes Nordrhein-Westfalen[10]
- 1996 Bundesverdienstkreuz 1. Klasse[11]
- Orden der Japan Foundation (1997) „für sein Bemühen, das Verständnis japanischer Kultur in Europa durch die Präsentation japanischer Kunst zu vertiefen“[12]

## Schriften (Auswahl)
- T'ang-Tai, ein Hofmaler der Ch'ing-Zeit. Universität München, 1955. (Dissertation)
- Chinesischer Blütenreigen: Farbholzsschnitte des 17. Jahrhunderts. Hirmer Verlag, München 1959.
- Bilderläuterungen in: Zehntausendfaches Glück: Farbige Bildergrüße aus Japan. 16 Surimonos aus der Sammlung Emil Preetorius, mit einem Nachwort von Emil Preetorius; Piper Verlag, München 1959.
- Chinesische Malerei: Die ältere Tradition. Hallwag, Bern 1960.
- Blumen aus dem Senfkorngarten. Hirmer Verlag, München 1960.
- Vom Wesen chinesischer Malerei. Prestel Verlag, München 1962.
- mit Werner Speiser und Jean Fribourg: Chinesische Kunst: Malerei, Kalligraphie, Steinabreibungen, Holzschnitte. Atlantis Verlag, Zürich 1965.
- Chinesische Malerei: Die jüngere Tradition. Hallwag, Bern; Stuttgart 1967.
- Kunst und Kunshandwerk Ostasiens: Ein Handbuch für Sammler und Liebhaber. Keyser, München 1968.
- Meisterwerke des japanischen Farbenholzschnitts. DuMont Schauberg, Köln 1973, ISBN 3-7701-0717-9.
- Shu-p'u: Das Traktat zur Schriftkunst des Sun Kuo-t'ing. Steiner Verlag, Wiesbaden 1974, ISBN 3-515-01783-6.
- Worte des Buddha: Kalligraphien japanischer Priester der Gegenwart; Sammlung Seiko Kono, Abt des Daian-ji, Nara. Museum für Ostasiatische Kunst, Köln 1982.
- Alchi: Buddhas, Göttinen, Mandalas; Wandmalerei in einem Himalaya-Kloster. DuMont, Köln 1982, ISBN 3-7701-1479-5.
- Die Seele des Jizô: Weihegaben im Inneren einer buddhistischen Statue. Museum für Ostasiatische Kunst, Köln 1984.
- Aspekte des traditionellen chinesischen Kunstbegriffs. Westdeutscher Verlag, Wiesbaden 2000, ISBN 3-531-07369-9.